# Anarmodia monjealis
Anarmodia monjealis là một loài bướm đêm trong họ Crambidae.